# جينيستا
الشِّيْزَاء أو الجِنِستا أو الجنيستا (باللاتينية: Genista) جنس نباتي ينتمي إلى الفصيلة البقولية. يضم هذا الجنس عشرات الأنواع المقبولة وعشرات أخرى موضع شك. موطن كثير منها الوطن العربي وخصوصا المغرب العربي.

## من أنواعهاالواطنةفي الوطن العربي
1. الجينيستا الإفنية (باللاتينية: Genista ifniensis) في المغرب العربي
2. الجينيستا الأناضولية (باللاتينية: Genista anatolica) في بلاد الشام وتركيا وبلغاريا
3. الجينيستا الإنكليزية (باللاتينية: Genista anglica) في المغرب العربي وغرب أوروبا
4. جينيستا تورنفور (باللاتينية: Genista tournefortii) في المغرب العربي وإسبانيا
5. الجينيستا ثلاثية الأسنان (باللاتينية: Genista tridentata) في المغرب العربي وإسبانيا
6. الجينيستا ثلاثية التسنين (باللاتينية: Genista tridens) في المغرب العربي وإسبانيا
7. الجينيستا الخيمية (باللاتينية: Genista umbellata) في المغرب العربي
8. الجينيستا رأسية الأسدية (باللاتينية: Genista cephalantha) في المغرب العربي
9. الجينيستا رباعية الأزهار (باللاتينية: Genista quadriflora) في المغرب العربي
10. الجينيستا الرمحية (باللاتينية: Genista tricuspidata) في المغرب العربي
11. الجينيستا شائكة الفروع (باللاتينية: Genista acanthoclada) في بلاد الشام وتركيا وصقلية
12. الجينيستا الصبغية (باللاتينية: Genista tinctoria) في بلاد الشام وتركيا وكل أوروبا تقريبا
13. الجينيستا صوفية الأوراق (باللاتينية: Genista linifolia) في المغرب العربي
14. الجينيستا الفاسلية (باللاتينية: Genista fasselata) في بلاد الشام وقبرص وكريت
15. الجينيستا القندولية (باللاتينية: Genista spartioides) في المغرب العربي وإسبانيا
16. الجينيستا اللبنانية (باللاتينية: Genista libanotica) في بلاد الشام وتركيا
17. الجينيستا الليدية (باللاتينية: Genista lydia) في بلاد الشام وتركيا واليونان والبلقان
18. الجينيستا المبيضة (باللاتينية: Genista albida) في بلاد الشام وتركيا واليونان وحوض البحر الأسود
19. الجينيستا المزهرة (باللاتينية: Genista florida) في المغرب العربي وجنوب غرب أوروبا
20. جينيستا مونبلييه (باللاتينية:  Genista monspessulana) في بلاد الشام والمغرب العربي وشمال حوض البحر الأبيض المتوسط وشمال القوقاز
21. الجينيستا النوميدية (باللاتينية: Genista numidica) في المغرب العربي